# Rodewisch
Rodewisch (fojtským dialektem Ruewisch nebo Ruebisch) je malé město v německé spolkové zemi Sasko. Nachází se v zemském okrese Fojtsko a má přibližně 6 400 obyvatel. Město je členem sdružení měst Göltzschtal. Přezdívá se mu město zámeckého ostrova a planetária. Rodewisch byl jedním z center textilního průmyslu v jihozápadním Sasku. Město se proslavilo prvním pozorováním první umělé družice Sputnik 1 v roce 1957. Rodewisch obdržel městská práva v roce 1924. V Rodewischi se nacházela velká mosazná huť, která měla v saském kurfiřtství výsadní postavení, a dva špitály s celkem 700 lůžky.

## Zeměpis
Obec se nachází na řece Göltzsch v nadmořské výšce přibližně 430 metrů. K obci Rodewisch náleží úřední obce Röthenbach a Rützengrün. Bývalé okresy jsou Obergöltzsch, Untergöltzsch a Niederauerbach. Městem protékají dvě Bundesstraßen (německá hlavní ulice) a dva potoky Pöltzsch a Wernesbach.